# Amanita echinocephala
Amanita echinocephala (Carlo Vittadini, 1835 ex Lucien Quélet, 1872), din încrengătura Basidiomycota în familia Amanitaceae și de genul Amanita, este o specie de ciuperci comestibile nerecomandabilă, denumită în popor amanită cu cap spinos sau amanită solitară. Ea coabitează, fiind un simbiont micoriza (formează micorize pe rădăcinile arborilor) și se poate găsi în România, Basarabia și Bucovina de Nord nu prea des, în ani uscați și calzi, crescând solitară sau în grupuri de 2-3 exemplare, preferat pe sol calcaros. Se dezvoltă în păduri mixte și în cele de foioase, în primul rând sub fagi și stejari. Timpul apariției este din primele zile văratice din iunie până la sfârșitul lui septembrie (octombrie).

## Taxonomie

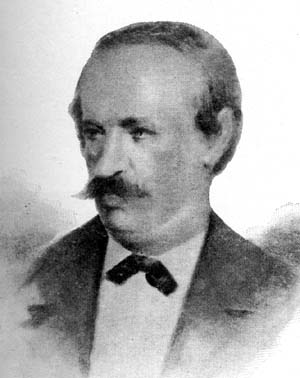
C. Vittadini

Numele binomial a fost creat de micologul italian Carlo Vittadini drept Agaricus echinocephalus în lucrarea sa Descrizione dei funghi mangerecci più comuni dell'Italia e de'velenosi che possono co'medesimi confondersi din 1835.
În 1872, renumitul micolog francez Lucien Quélet a transferat specia corect la genul Amanita sub păstrarea epitetului, de verificat în volumul 1 al operei sale Les champignons du Jura et des Vosges, publicată în Mémoires de la Société d’Émulation de Montbéliard, taxon valabil până în prezent (2025). 
Toate celelalte încercări de redenumire sunt acceptate sinonim, dar nefiind folosite, pot fi neglijate. Unii micologi țin soiul con-specific cu Amanita solitaria.
Epitetul specific se trage din limba greacă veche, fiind format din cuvintele (greacă εχινος=arici) și (greacă χεφάλις=cap mic, căpșor), adică „căpșor de arici”.

## Descriere
Ordinul Agaricales este de diversificare foarte veche (între 178 și 139 milioane de ani), începând din timpul perioadei geologice în Jurasic în diferență de exemplu cu genul Boletus (între 44 și 34 milioane de ani).

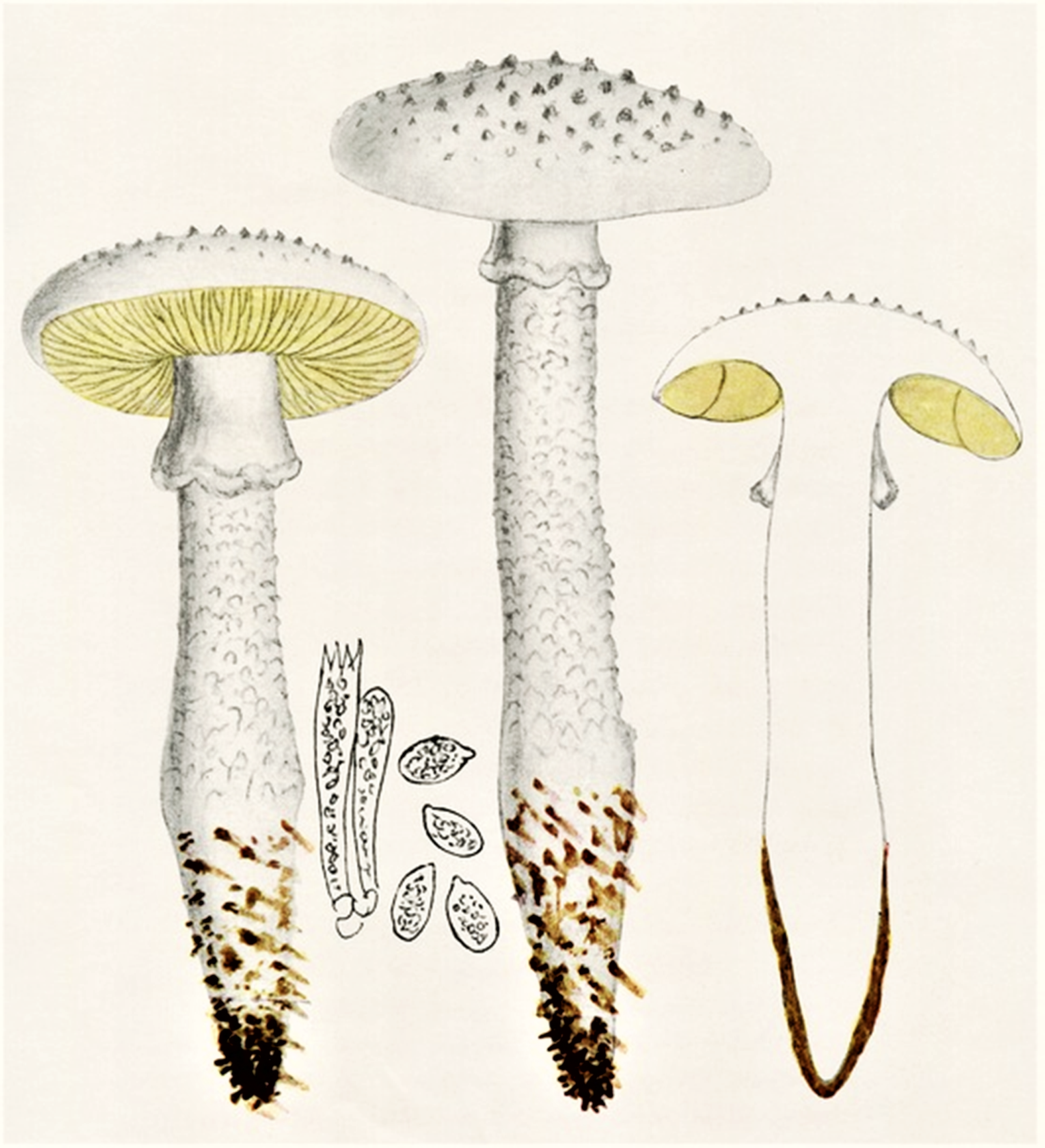
Bres.: Amanita echinocephala

- Pălăria: are un diametru de 4-10 (15) cm, este puternică și cărnoasă, la început în formă de ou, apoi semisferică, matură fiind convexă dar aplatizând niciodată, cu marginea destul de fin franjurată, chiar slab zdrențuroasă (datorită resturilor vălului parțial). Cuticula ne-canelată și mată este presărată cu o mulțime de spini ascuțiți și moi (respectiv solzi piramidali), ce nu se pot îndepărta. Coloritul este inițial alb până gri-albicios, devenind cu timpul gălbui și în sfârșit brun argintiu până brun-gălbui.
- Lamelele: sunt albe, foarte subțiri și dese (de acea ocazional cu aspect curbat), neregulate și intercalate cu muchii franjurate, rotunjite și libere sau slab atașate la picior, fiind acoperite în tinerețe de vălul parțial și căpătând cu avansarea în vârstă un aspect ușor bombat. Coloritul originar alb cu nuanțe slab verzui schimbă cu timpul în gri-albicios, gri-gălbui, chiar și gri-verzui.
- Piciorul: are o lungime de 5-10 (15) cm și o lățime de 1,5-3 cm, este tare, cărnos, plin și cilindric, cu suprafața granulată până făinoasă precum o bază plină de veruci cu un cordon asemănător al Amanita muscaria, în tinerețe bulboasă, apoi în formă de morcov și rădăcinind adânc, dar fără volvă. Este ușor de separat de pălărie. Coloritul este alb, la bătrânețe slab brun-gălbui. Inelul, legat inițial de pălărie, este pielos, canelat pe partea superioară, distanțat pe larg, bordurată la margine și de culoare mai întâi albă, apoi mai mult sau mai puțin galbenă.
- Carnea: este compactă, tare, albă până gri-albicioasă, uneori cu nuanțe slab verzui până albăstrui. Mirosul, la exemplare tinere imperceptibil, devenine cu vârsta dezgustător, ca de „farmacie” sau „spital”, gustul fiind întrucâtva plăcut.[4][5]
- Caracteristici microscopice: Sporii sunt albi, elipsoidali, netezi, amilozi (ce înseamnă colorabilitatea structurilor tisulare folosind reactivi de iod), având o mărime de 9-12 x 6,2-8,8 microni. Pulberea lor este albă cu nuanțe deschis verzuie. Basidiile clavate cu 4 sterigme fiecare măsoară 40-45 x 9-12 microni. Cheilocistide (cistide de pe muchia lamelor) clavate și umflate au 50-60 x 10-20 microni.[12]
- Reacții chimice: nu sunt cunoscute.[13]

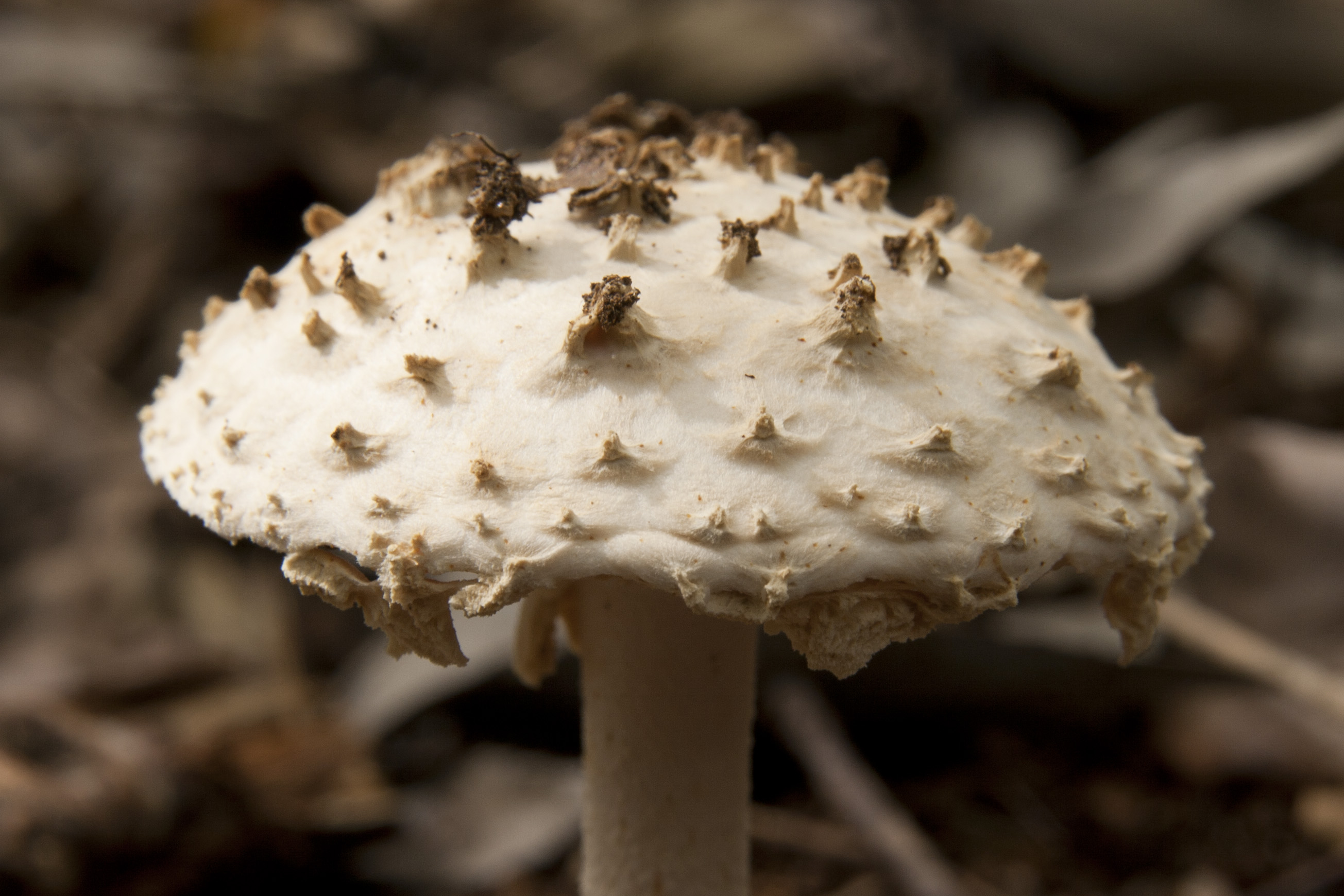
A. echinocephala, pălărie
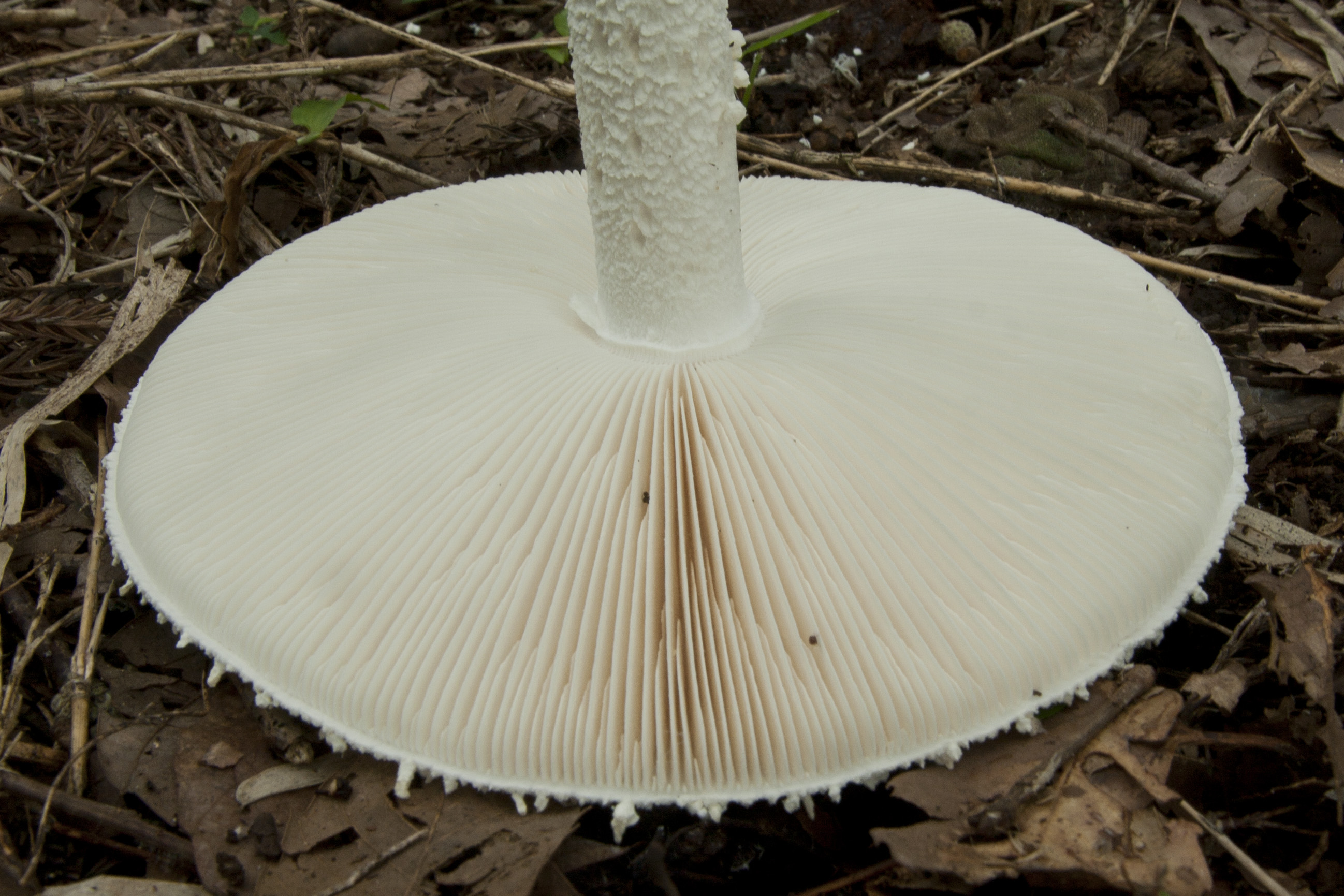
A. echinocephala, lamele
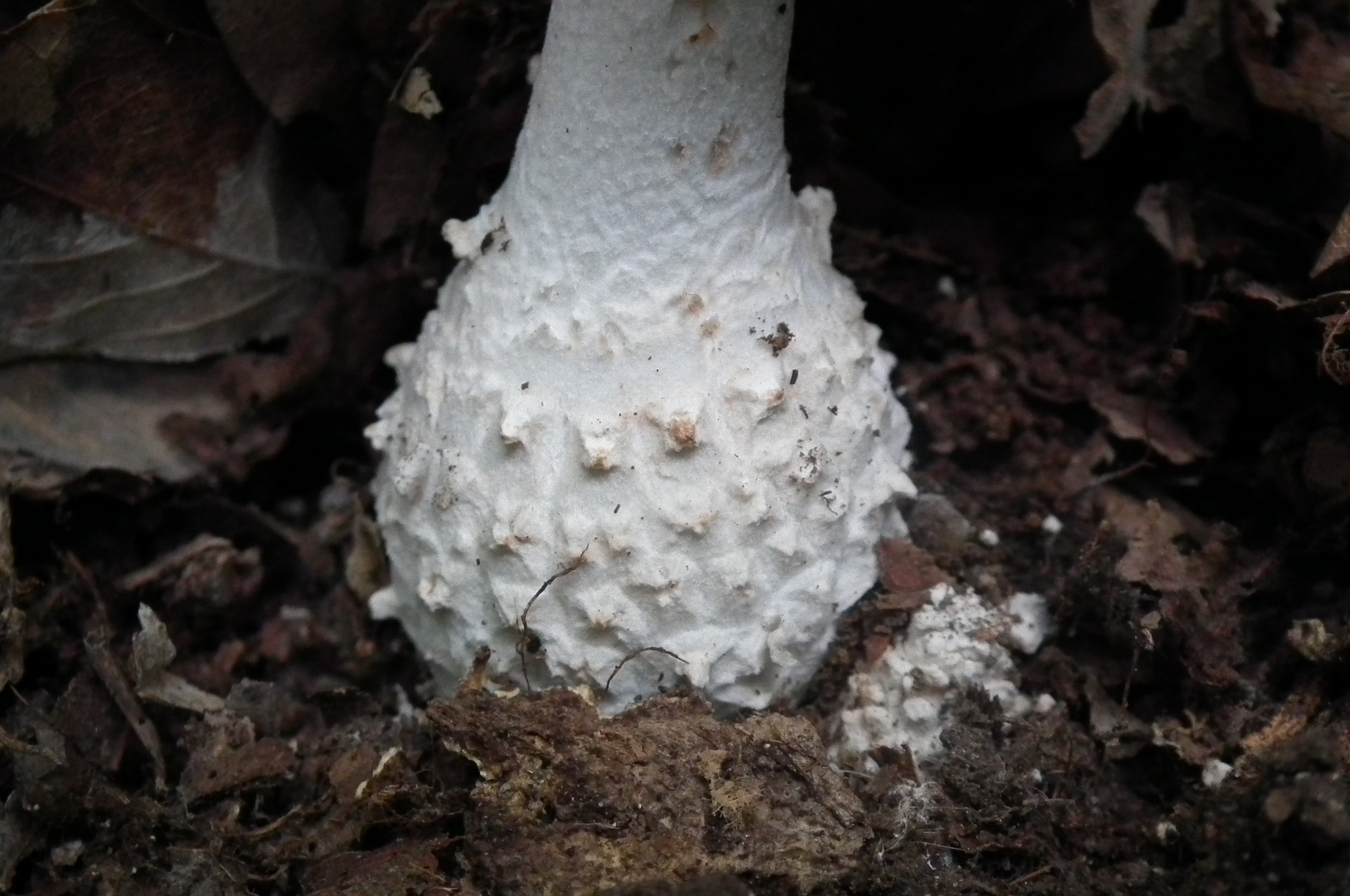
A. echinocephala, bulb
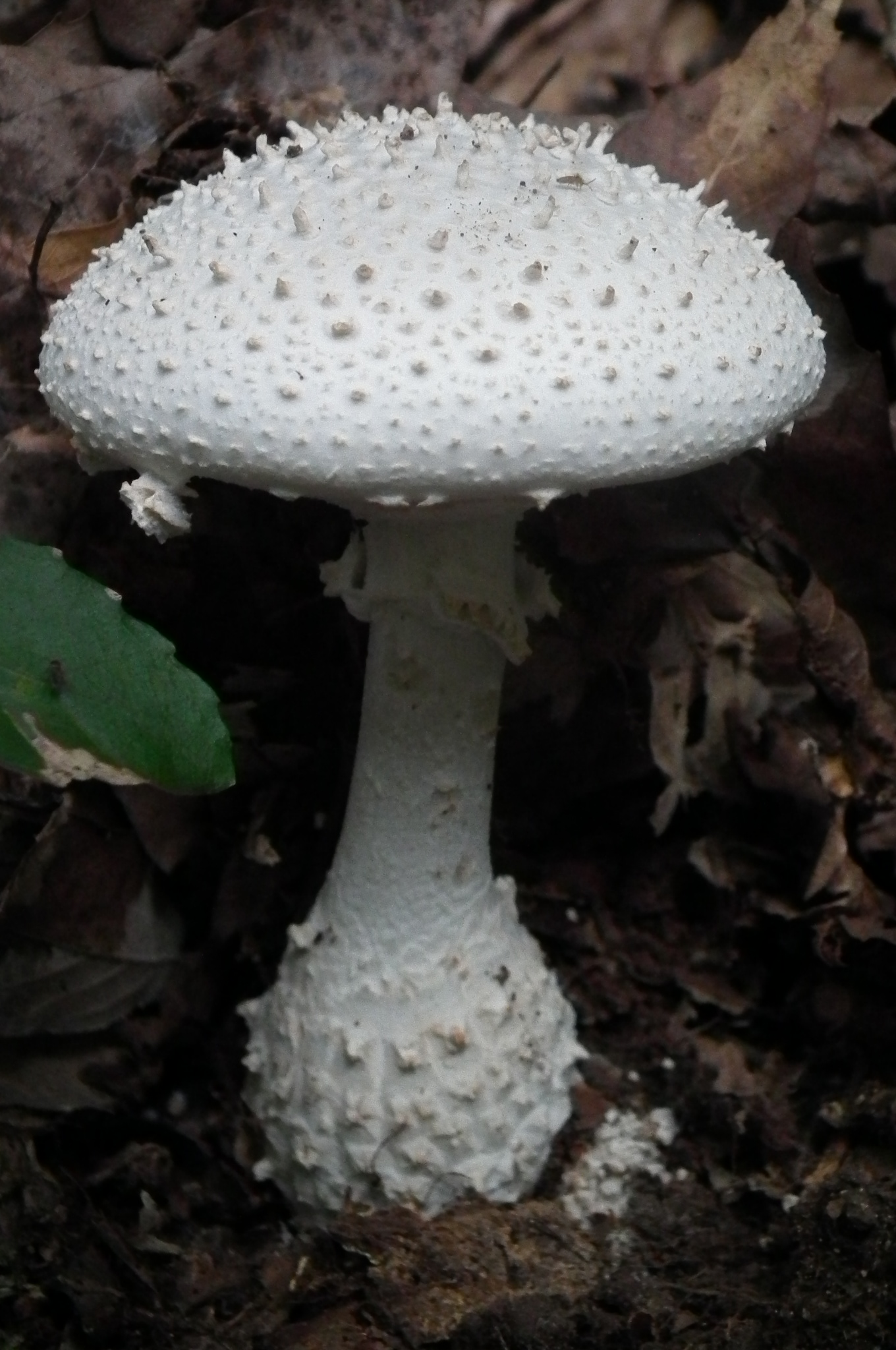
A. echinocephala matură, formă albuie
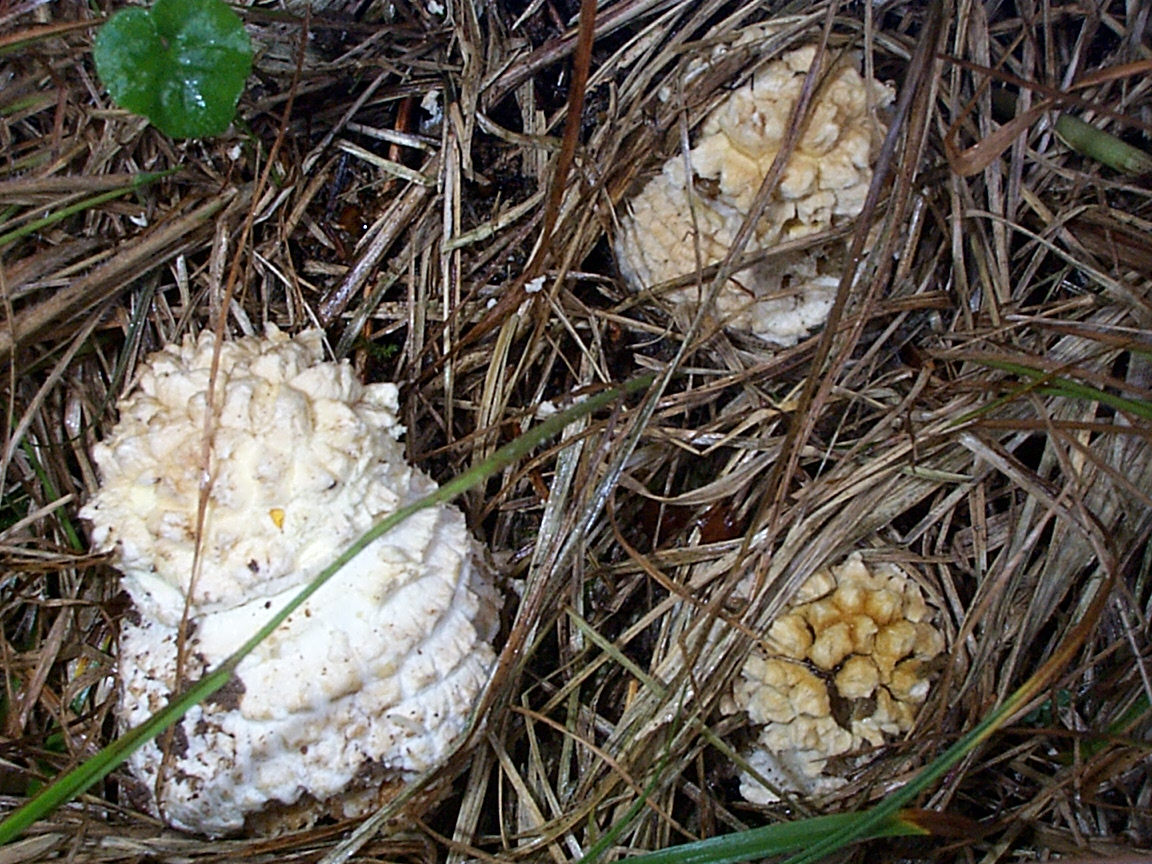
A. echinocephala foarte tinere
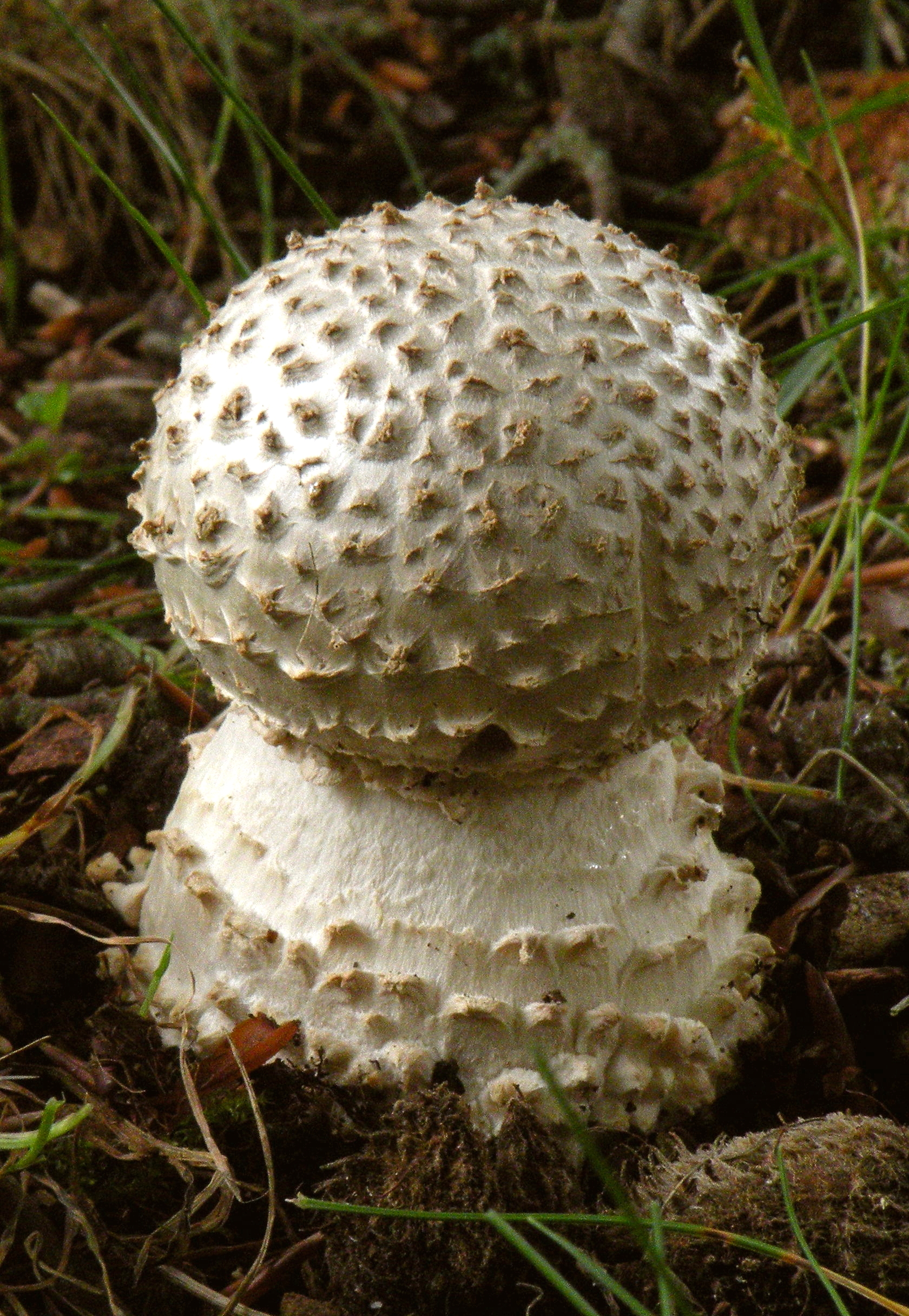
A. echinocephala tânără, formă mai gri-maronie

## Confuzii
Amanita echinocephala poate fi confundată cu ciuperci comestibile sau otrăvitoare de același gen, în primul rând cu suratele ei de calitate mai scăzută Amanita strobiliformis și Amanita ovoidea sau cu Amanita proxima (otrăvitoare, ceva mai mică cu lamele crem albicioase până rozalbii precum o volvă galbenă până brun-galbenă și trecătoare, miros de ridiche). Foarte periculoasă și ușoară este de asemenea confuzia cu cele trei specii letale Amanita phalloides mai albuie, Amanita verna și Amanita virosa,  mai departe cu Amanita boudieri (otrăvitoare), Amanita curtipes (poate comestibilă, fără negi și inel, cu volvă izbitoare, crește pe soluri nisipoase sub pini), Amanita citrina (restrâns comestibilă),  Amanita eliae (comestibilă), Amanita excelsa (comestibilă, crește în păduri de foioase și de conifere, dar niciodată pe sol calcaros, iubește umezeala), Amanita vittadini (probabil otrăvitoare, din păcate foarte asemănătoare), dar chiar și cu toxica Amanita gemmata sau cu comestibilii Leucoagaricus leucothites sin. Lepiota naucina și Leucoagaricus (sub)cretaceus.

## Specii asemănătoare în imagini

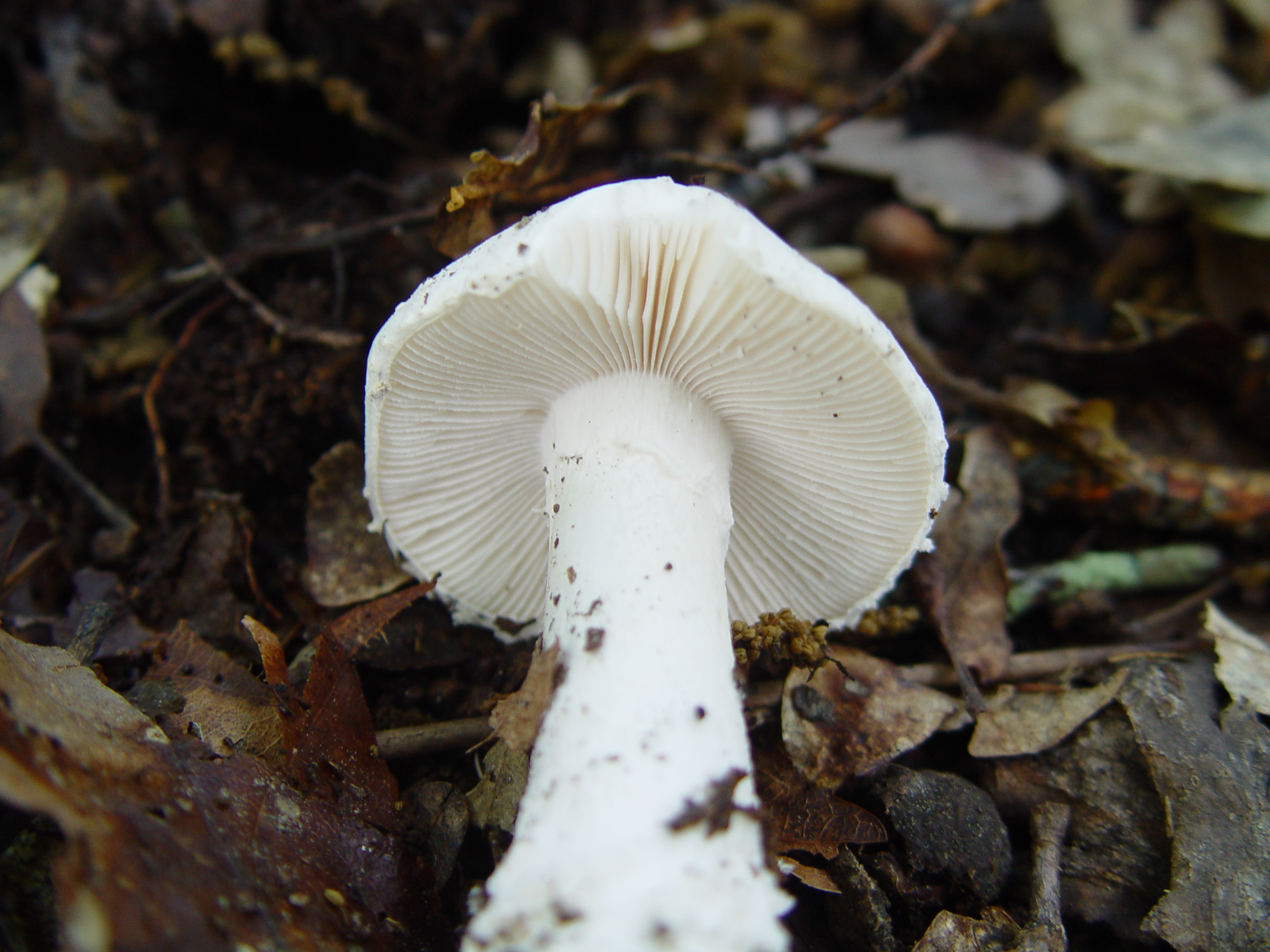
!! Amanita boudieri!!
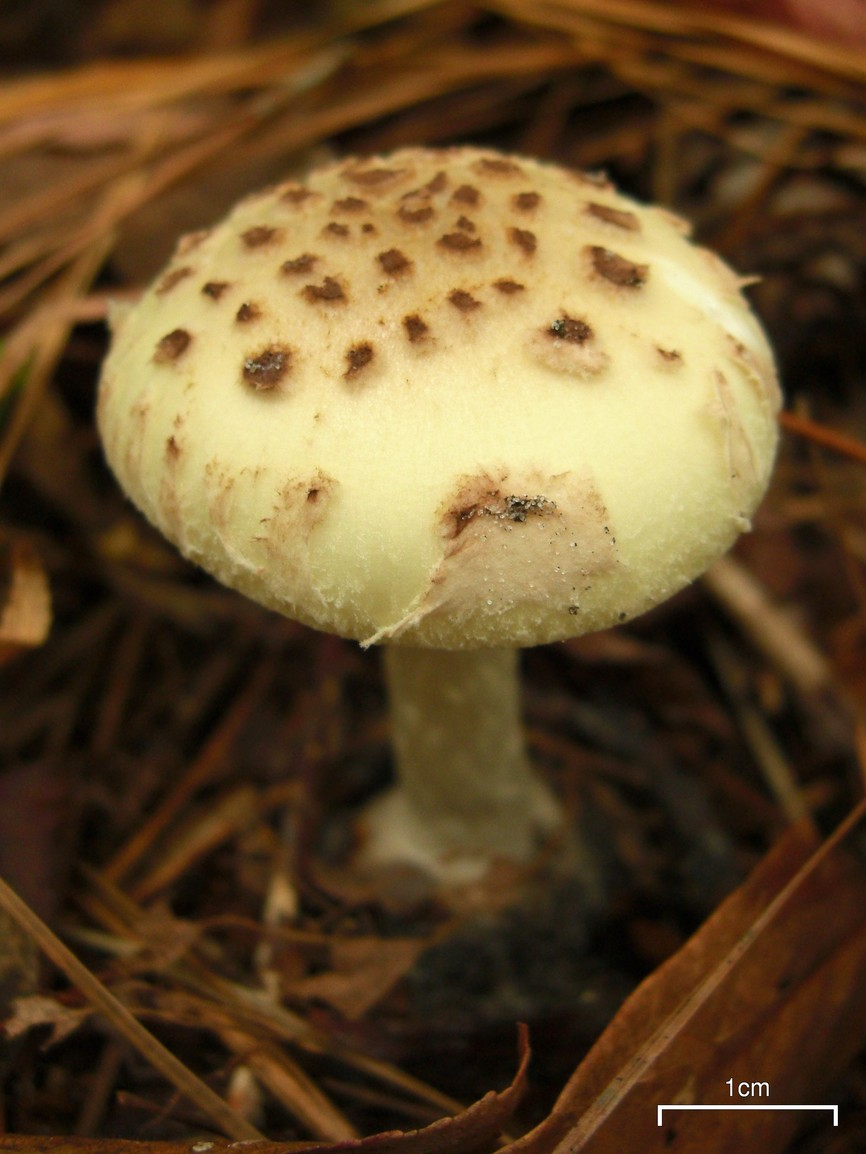
Amanita citrina
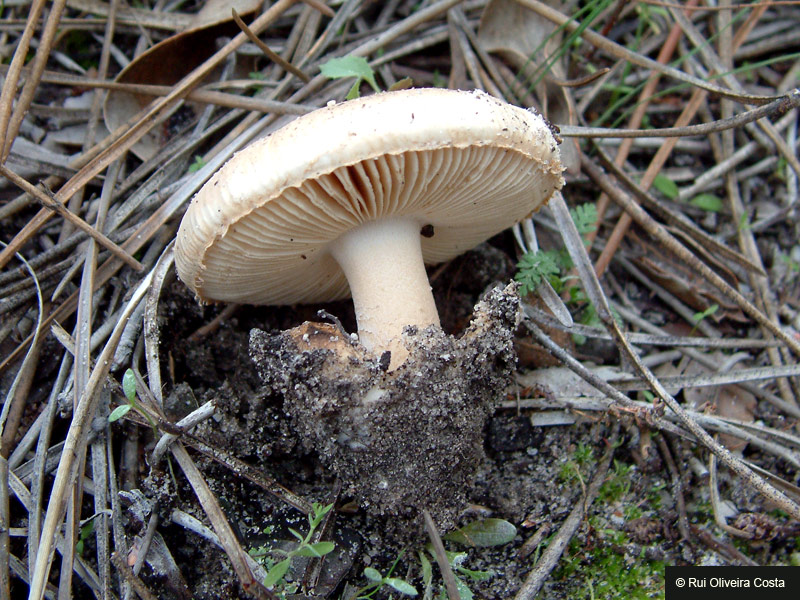
!Amanita curtipes!
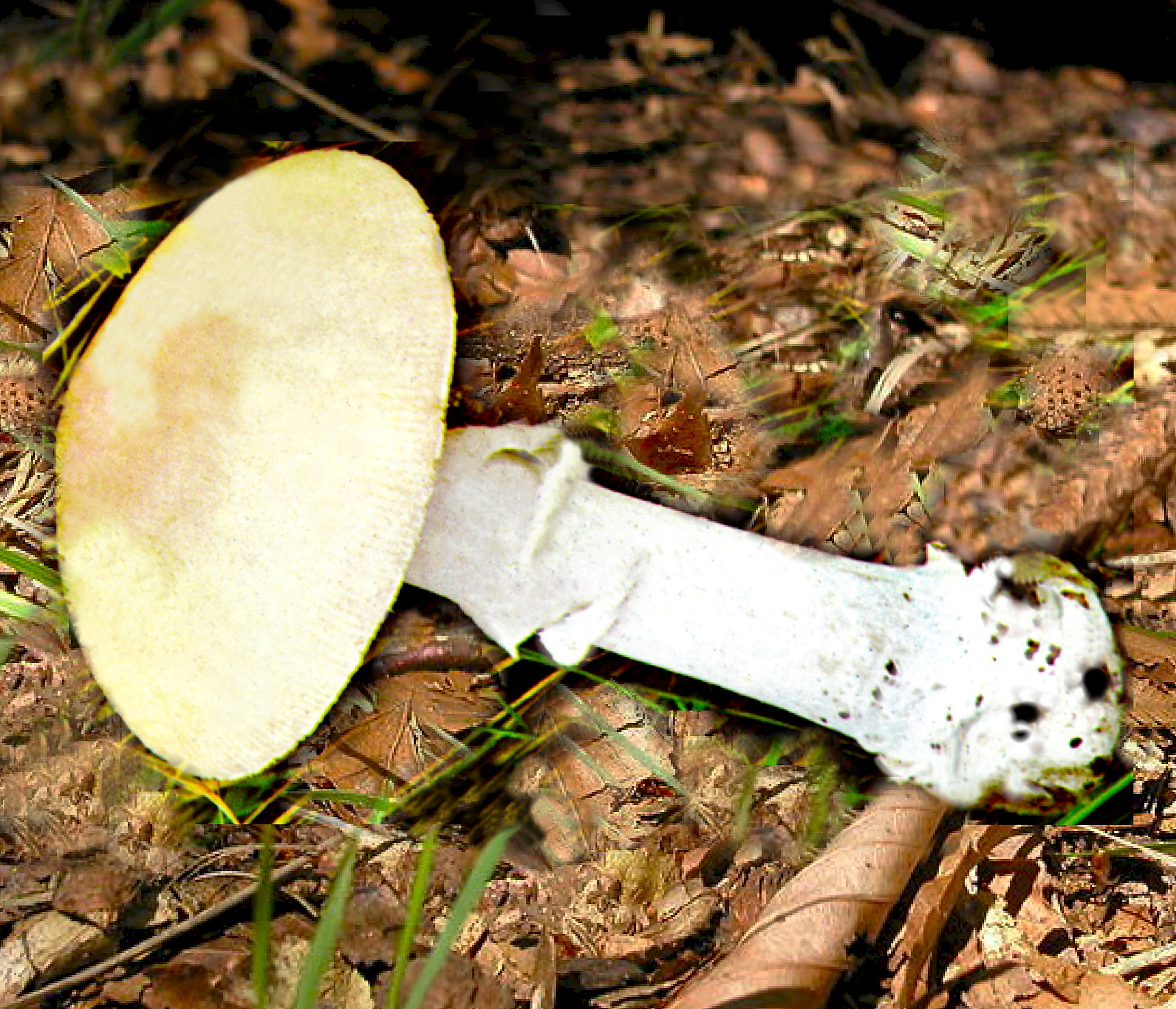
Amanita eliae
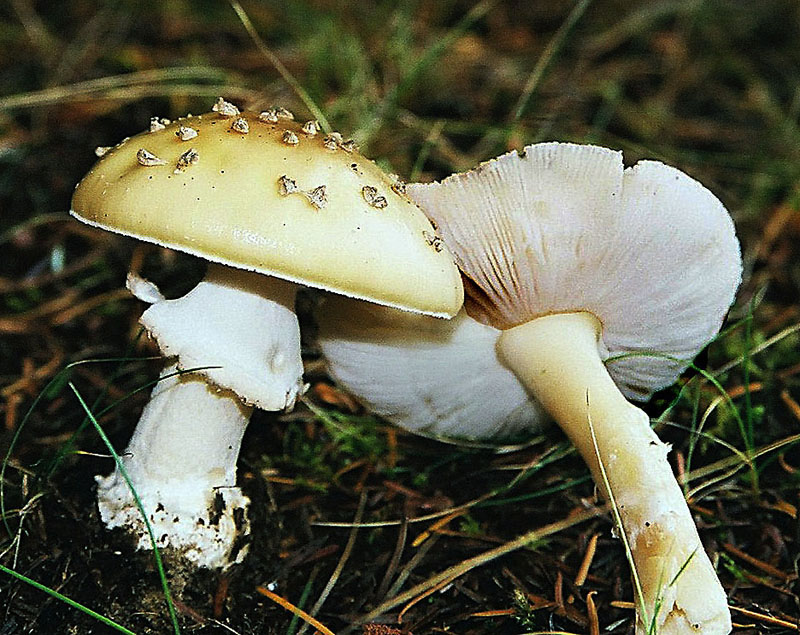
!!Amanita gemmata!!
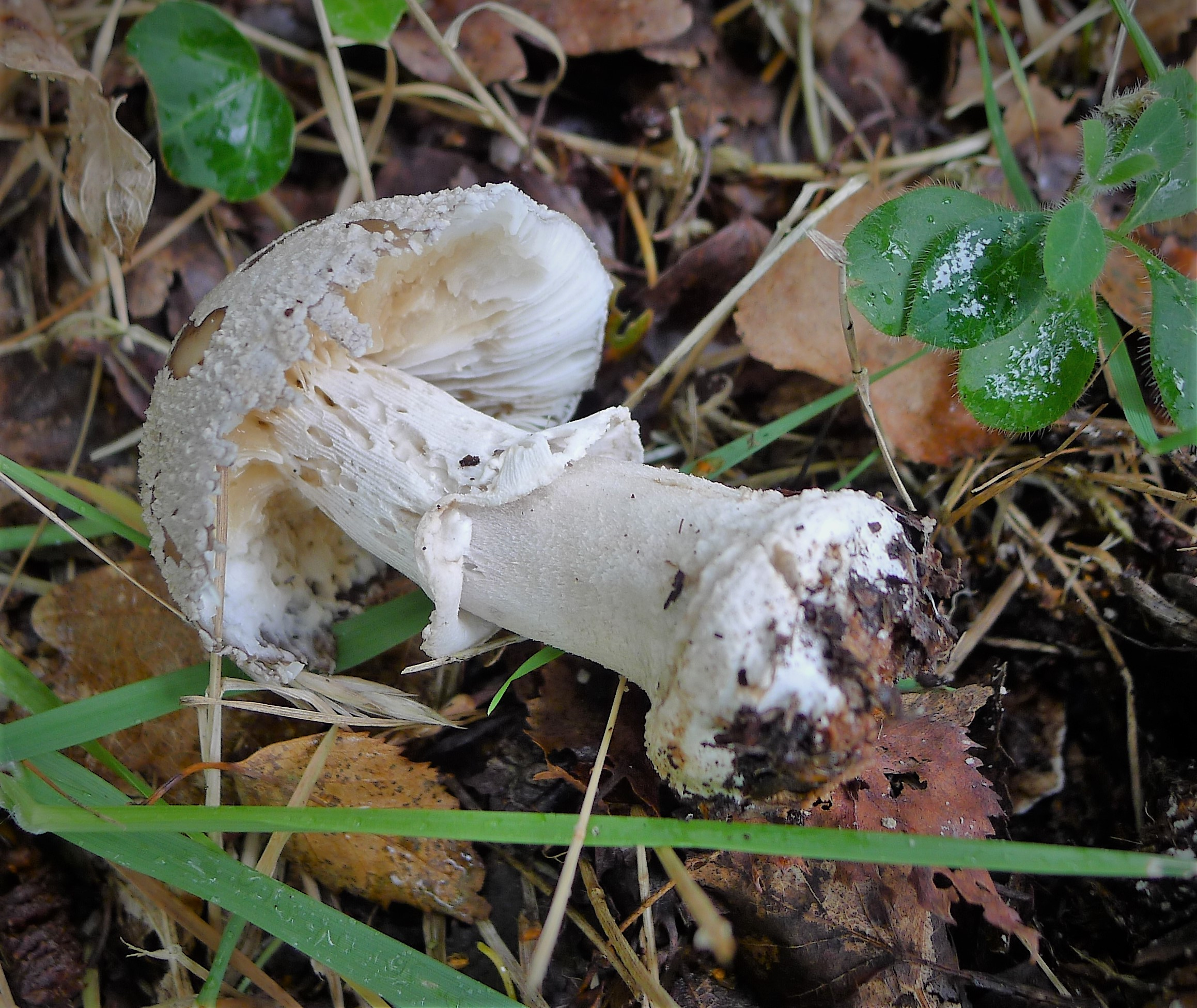
Amanita excelsa
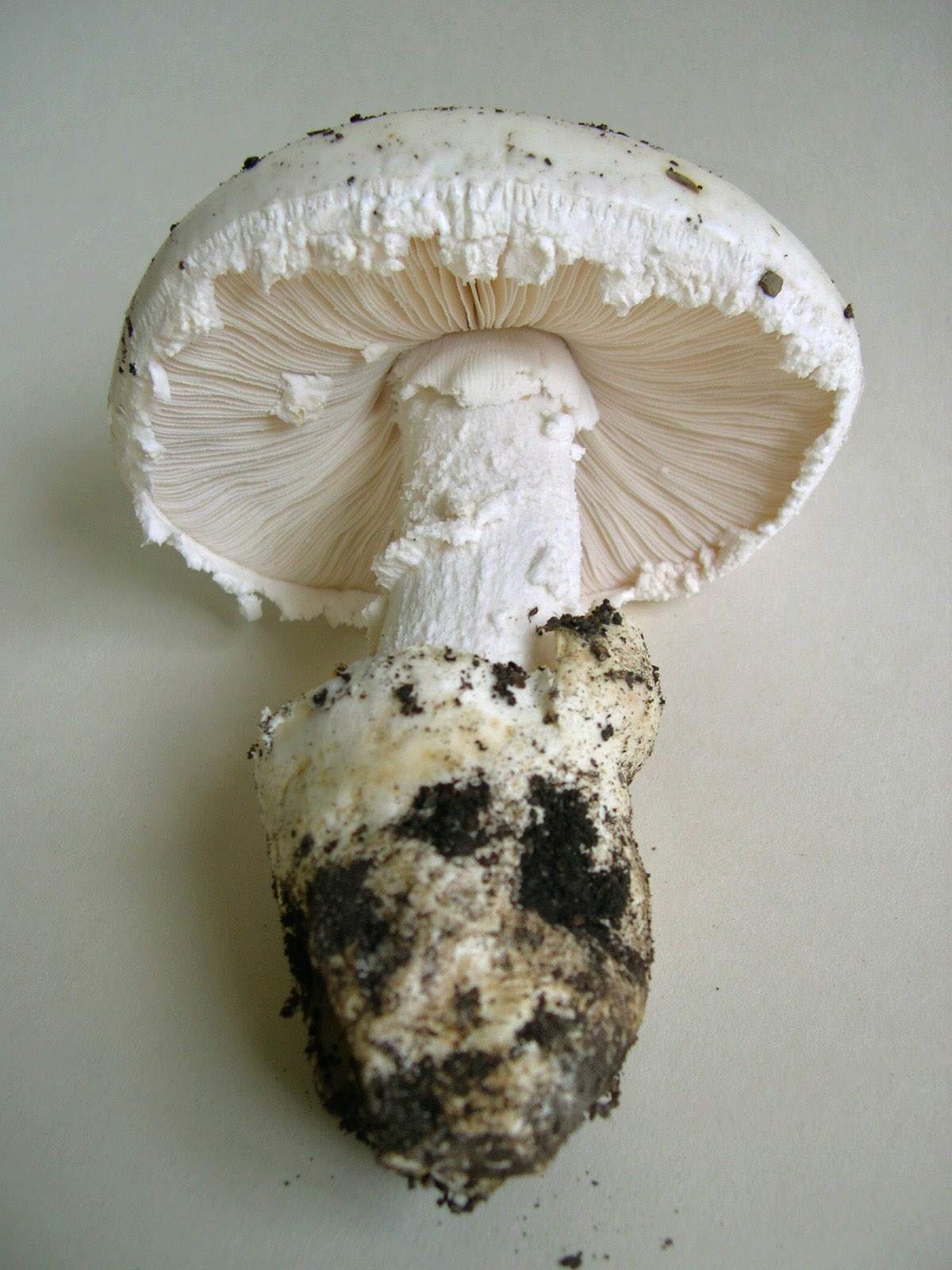
Amanita ovoidea
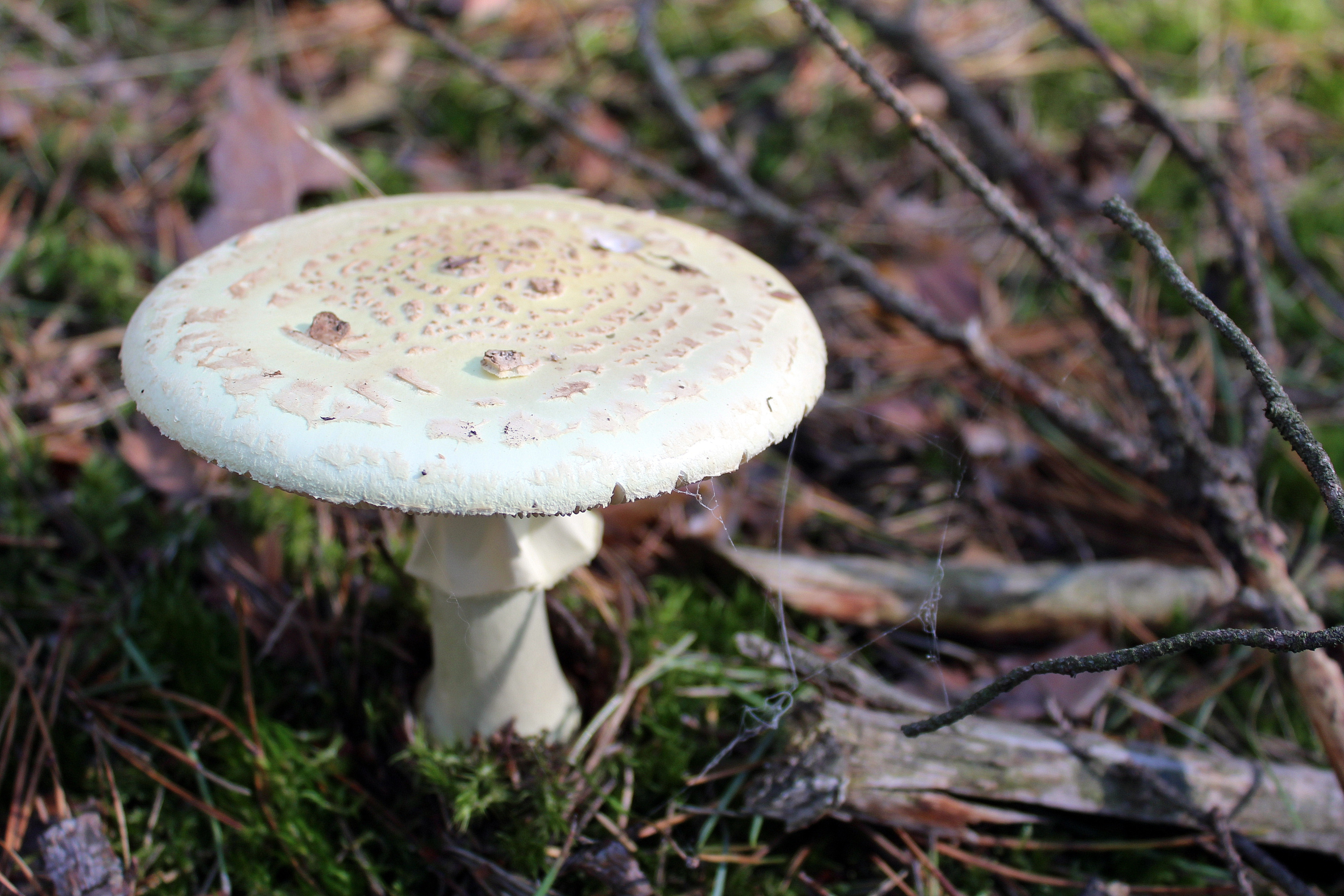
!!!Amanita phalloides!!!

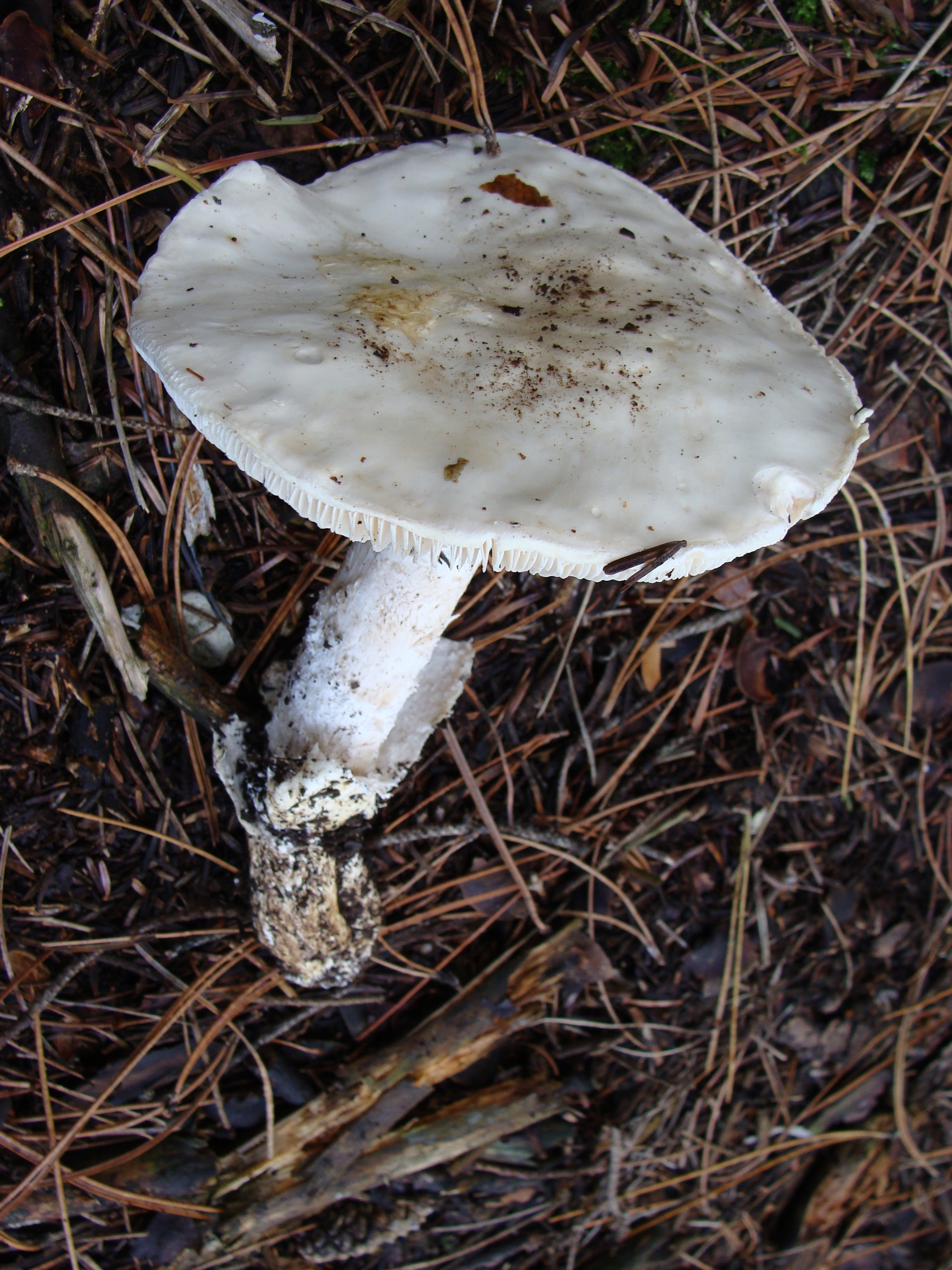
!!Amanita proxima!!
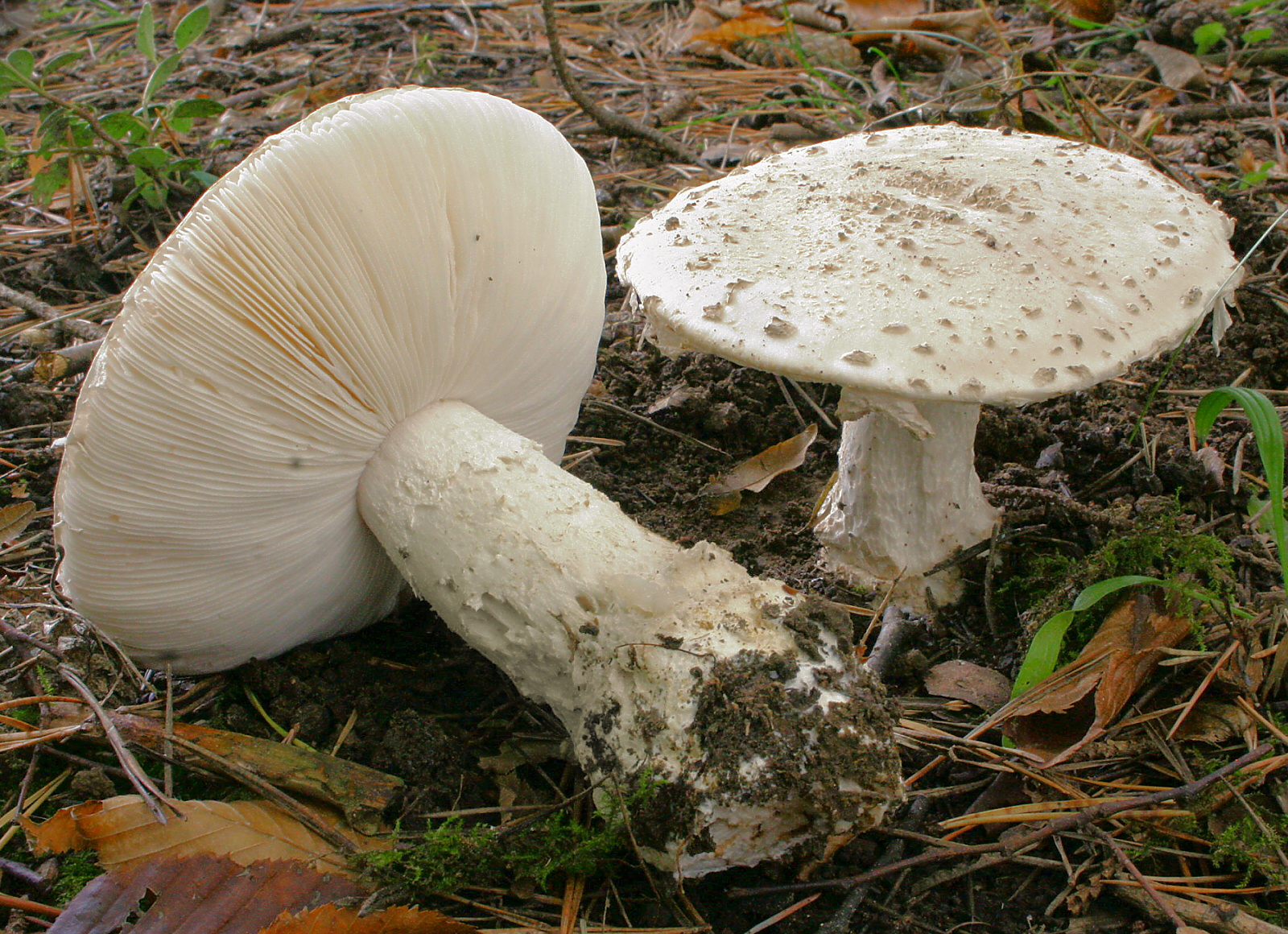
Amanita strobiliformis
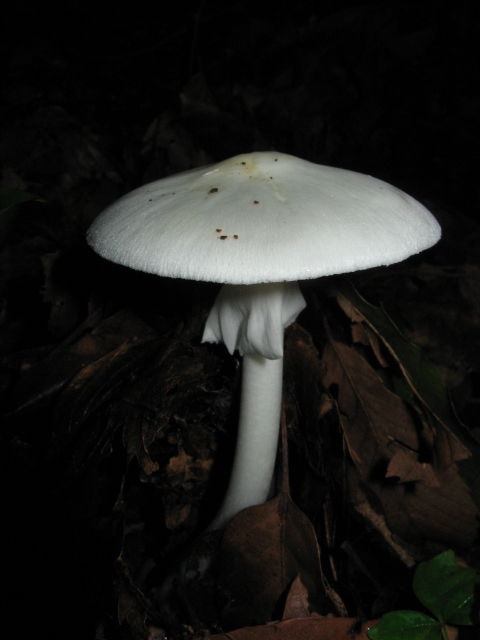
!!!Amanita verna!!!
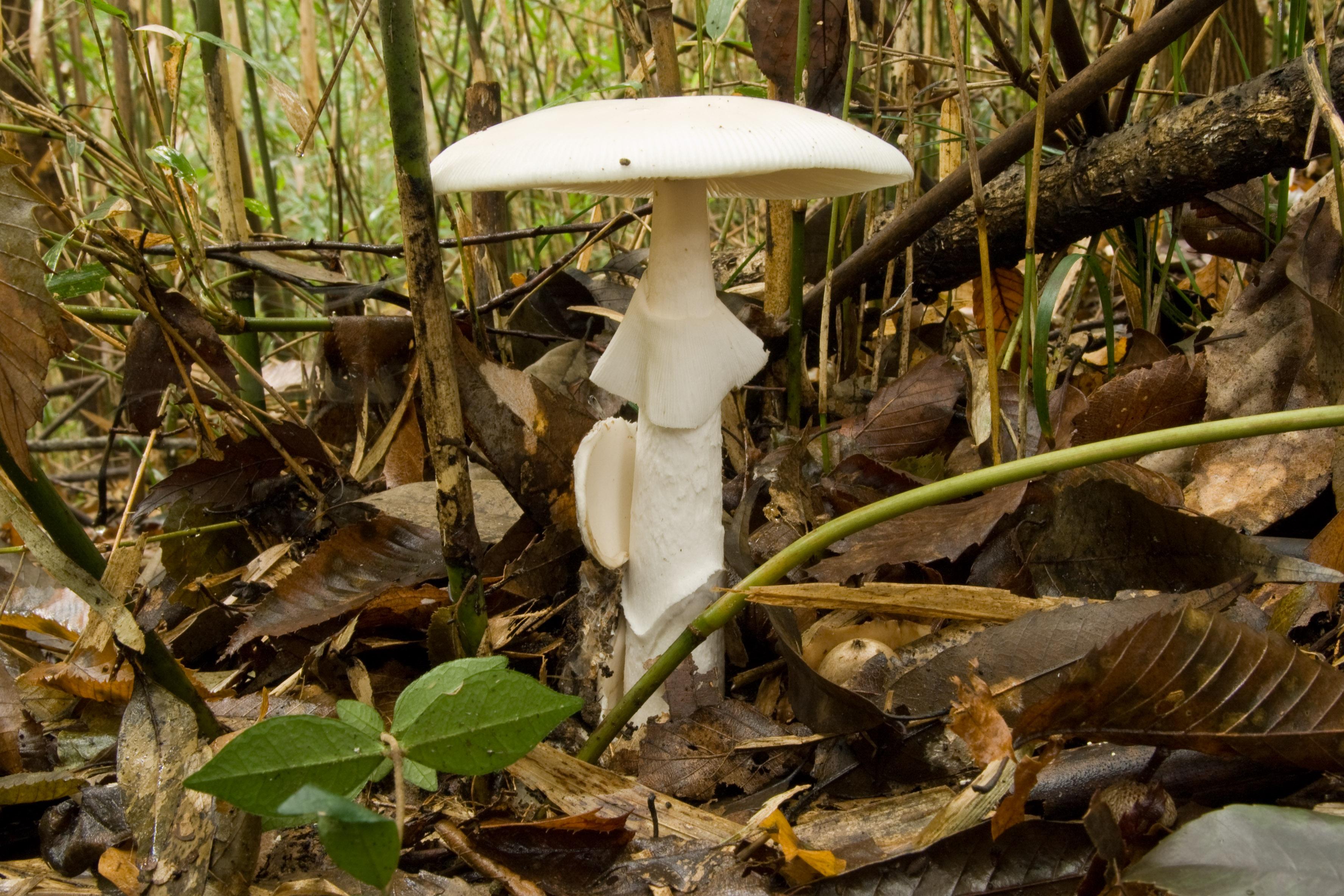
!!!Amanita virosa!!!
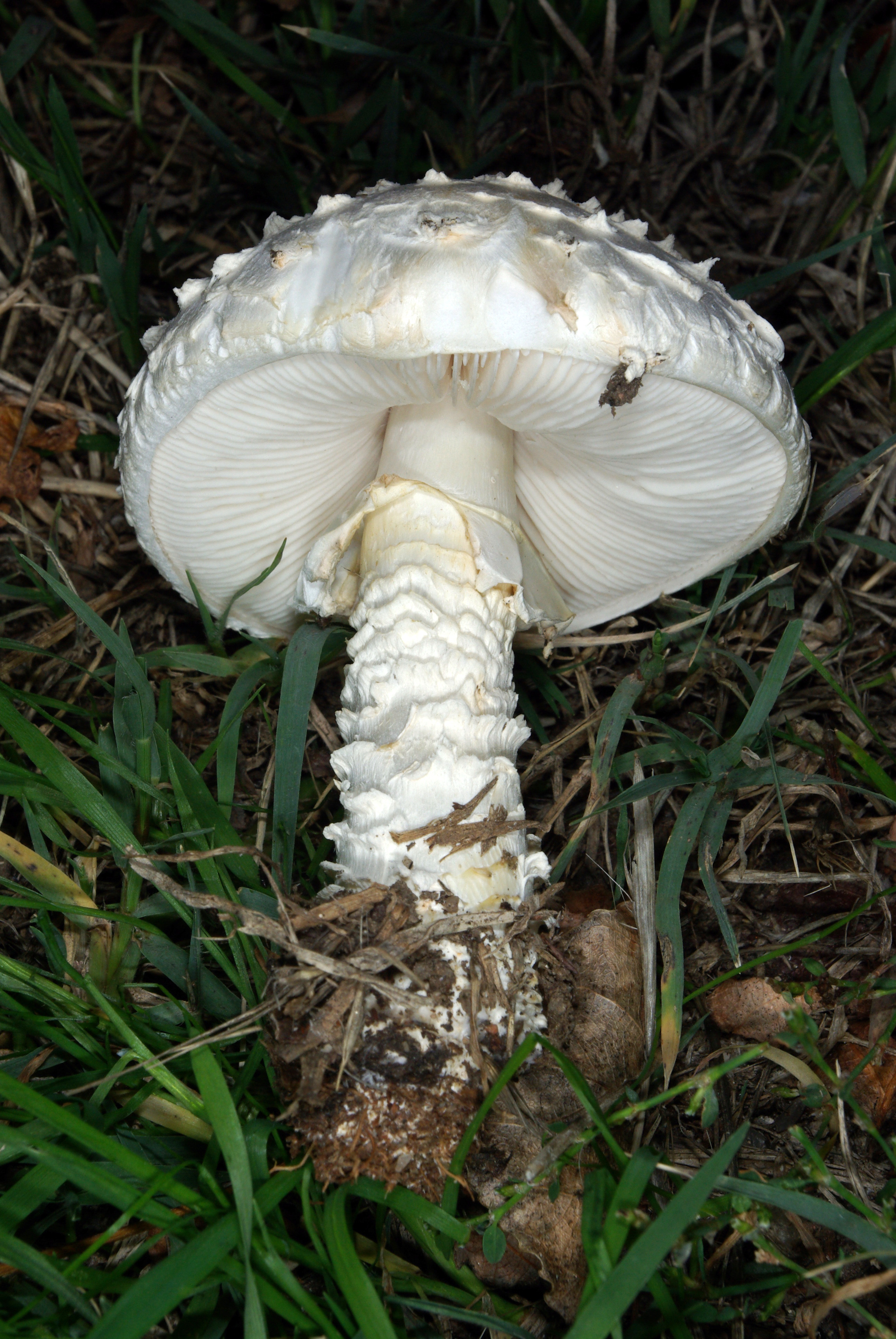
!!Amanita vittadinii!!
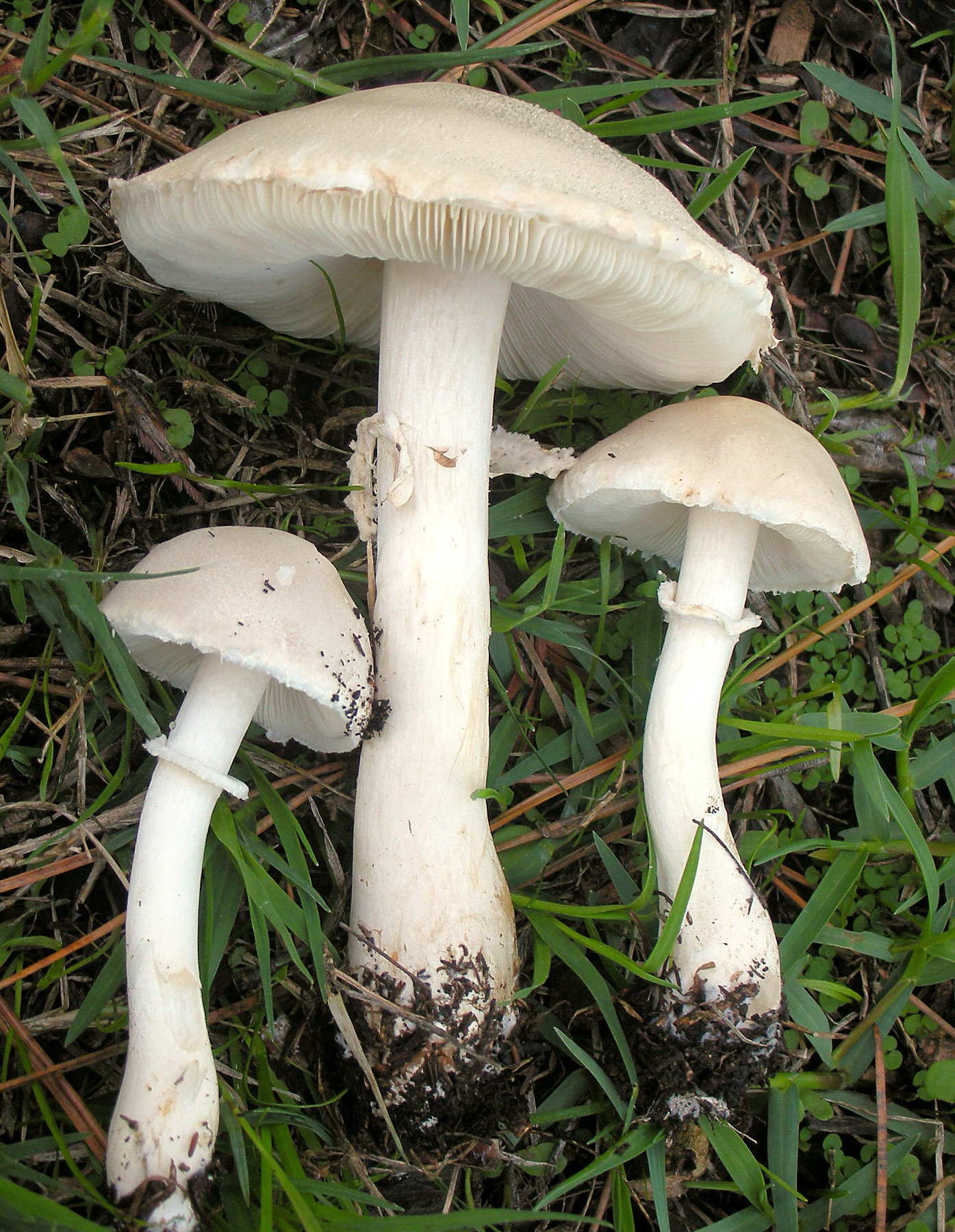
Leucoagaricus leucothites

## Valorificare
Amanita echinocephala este consumată crud otrăvitoare, conținând bufotenină (veninul broaștei râioase, o toxină tare apropiată de DMT) care provoacă o activitate circulatorie crescută, având și un efect halucinogen. Această toxină se dizolvă în timpul fierberii.
Astfel, sub aspect medicinal, viuperca este comestibilă, dar sub cel culinar nu prea gustoasă. Se poate prepara ca Amanita rubescens. Din cauza pericolului de a confunda această ciupercă cu speciile mortale ale genului Amanita, gustul culinar scăzut și raritatea ei (este de exemplu listată în Cartea Roșie a Republicii Moldova), se recomandă a lasă-o la loc, admirând doar frumusețea buretelui.